# Freshwater River
Der Freshwater River ist der längste Fluss auf Stewart Island/Rakiura, der drittgrößten Insel Neuseelands.

## Geographie
Der Fluss vereint das Wasser zahlreicher Quellflüsse aus den nordwestlichen Bergketten der Insel, wie den Ruggedy Mountains und der Bergkette des Mount Anglem/Hananui. Er durchfließt in südöstlicher Richtung das sumpfige Gebiet der Ruggedy Flat und strömt entlang der Thomson Ridge bis zur Mündung am Paterson Inlet/Whaka a Te Wera, einer Bucht des Pazifiks. Kurz vor der Mündung nimmt er den Tolson River auf, der unterhalb des Mount Rakeahua entspringt. Im Bereich der Mündung liegt ein Watt.

## Flora & Fauna
Im Fluss leben unter anderem Arten von Aalen, Forellen (Kōkopu) und Großkrebse. Am Ufer wachsen neben Farnen und süßgrasartigen Pflanzen auch gemeiner Lein und Südseemyrte. In der Luft finden sich Eisvögel und Sumpfweihen.

## Infrastruktur
Bei entsprechendem Hochwasser ist der Fluss mit Booten befahrbar. Bei der Freshwater Hut wenige Kilometer flussaufwärts liegt am Schnittpunkt zweier Wanderwege eine Brücke über den Fluss. Hier trifft der Southern Circuit Stewart Island/Rakiura auf den North West Circuit Stewart Island/Rakiura, der weiter nach Oban führt.